# Dąbrówka rozłogowa
Dąbrówka rozłogowa (Ajuga reptans L.) – gatunek rośliny należący do rodziny jasnotowatych. Występuje w stanie dzikim na terenie północnej Afryki (Algieria i Tunezja), w całej Europie, Azji Zachodniej (Iran, Turcja) i na Kaukazie (Azerbejdżan, Gruzja, Dagestan). W Polsce jest rośliną pospolitą.

## Morfologia

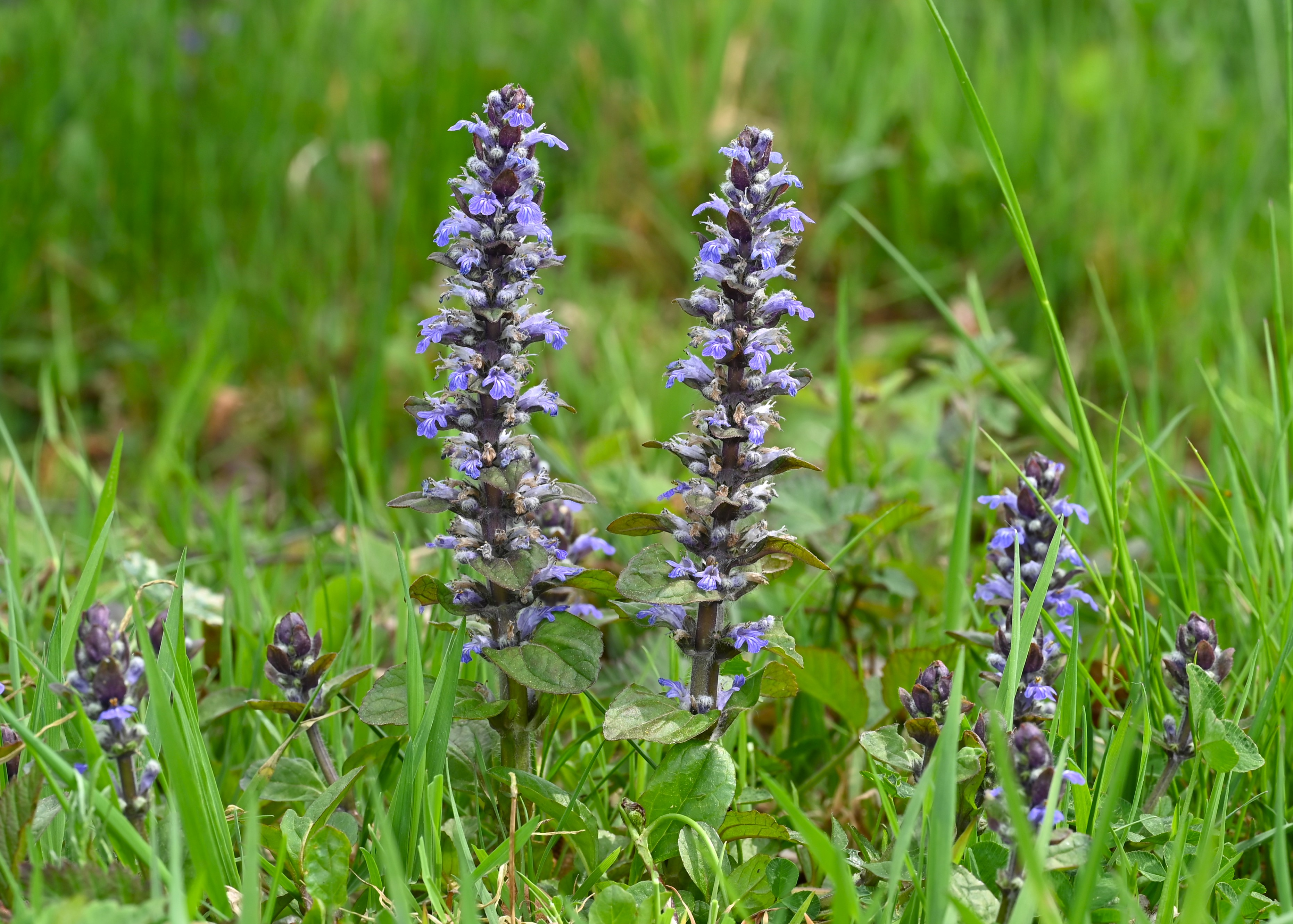
Pokrój

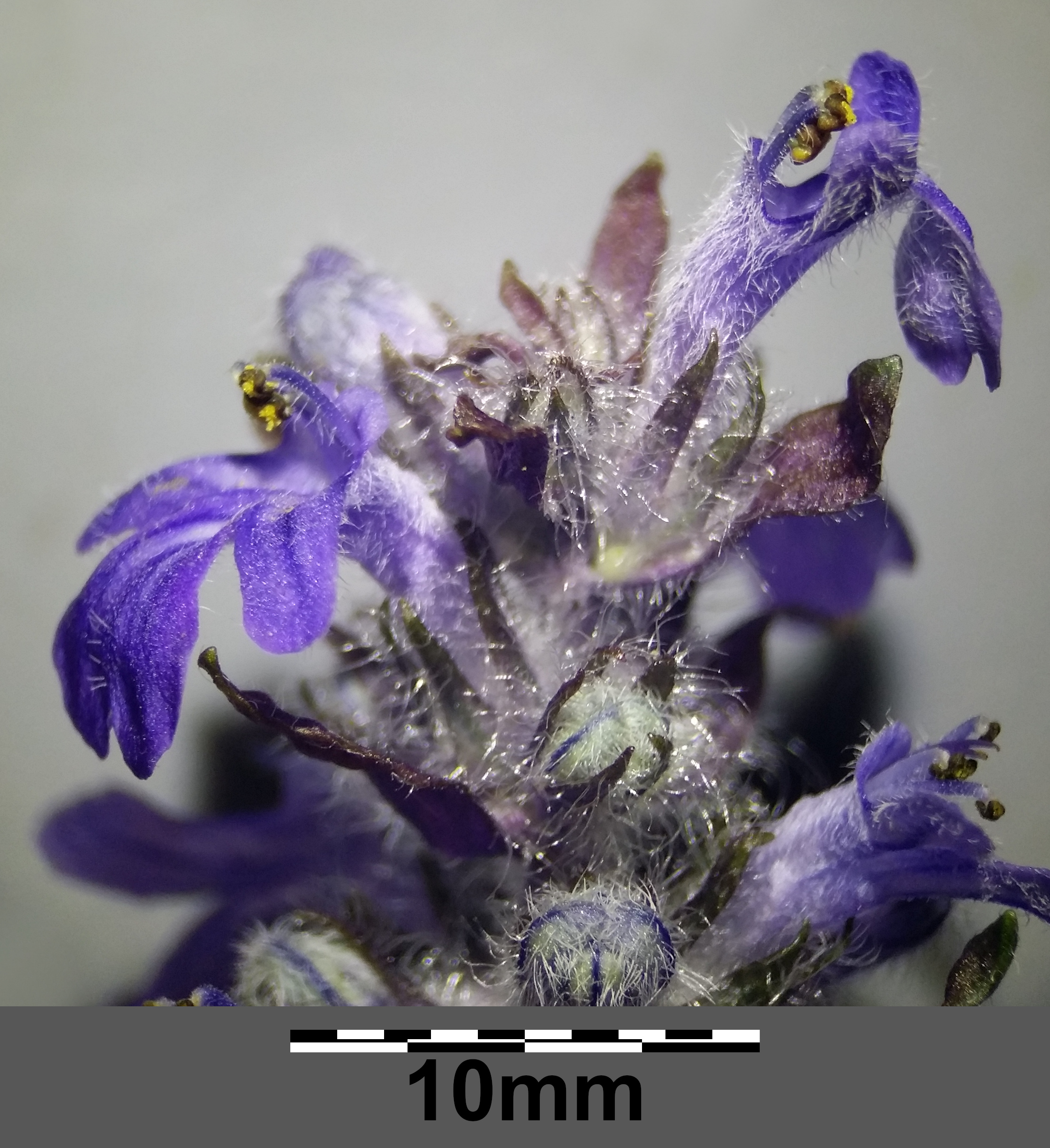
Kwiaty

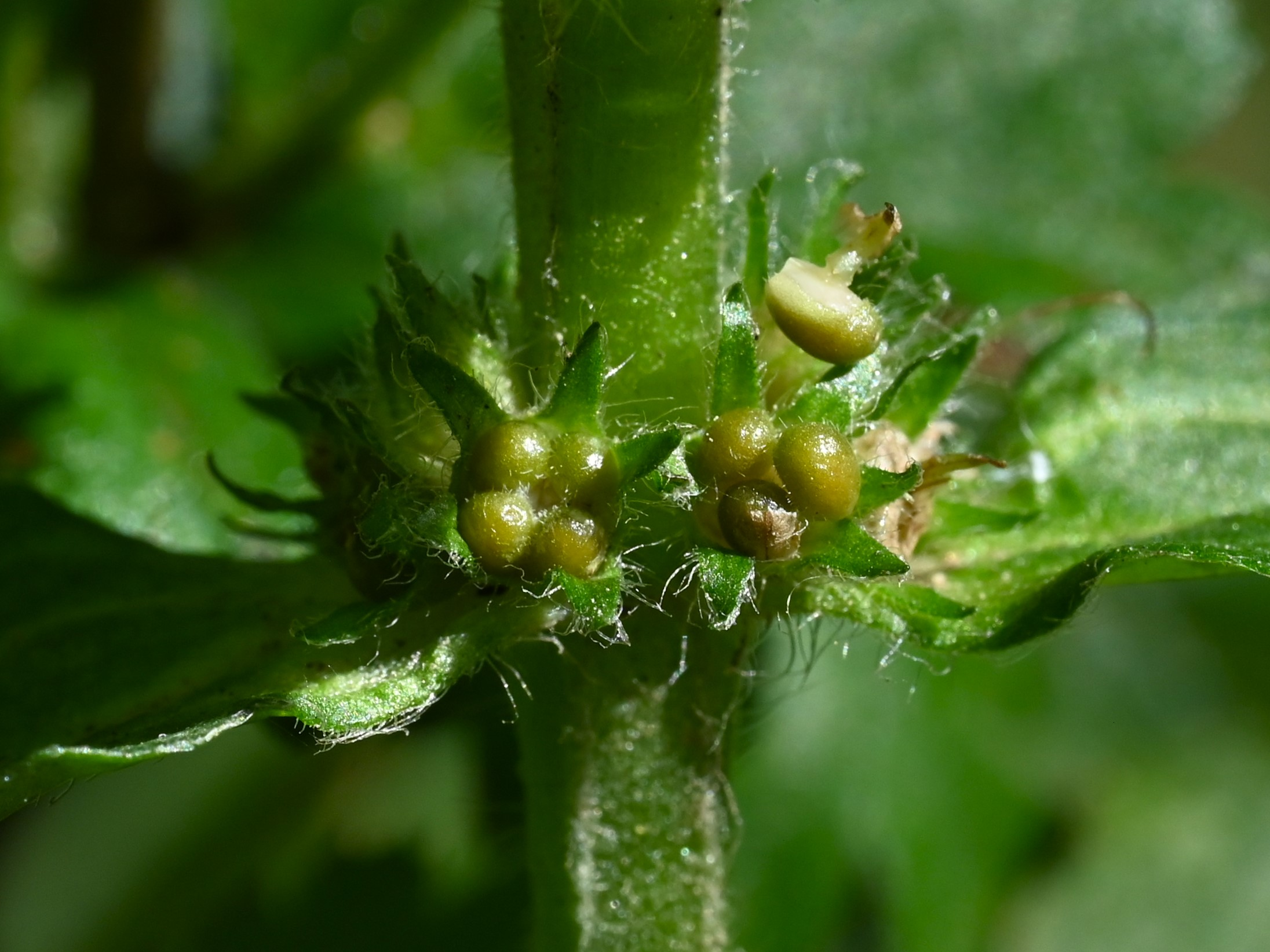
Owoce

PokrójTworzy kępy o wysokości do 30 cm. Ma płożące, zakorzeniające się nadziemne rozłogi, o długości do 30 cm.
ŁodygaProsto wzniesiona, pojedyncza, o wysokości 15–30 cm. W dolnej części naga, w środkowej i górnej owłosiona, przeważnie na dwóch przeciwległych bokach. Jest czworokanciasta, zielona do czerwonawej.
LiścieZebrane w rozetę. Odwrotnie jajowate, trwałe, ogonkowe, całobrzegie lub płytko karbowane. Liście łodygowe naprzeciwległe, krótkoogonkowe. Ciemnozielone, u odmian ogrodowych do czerwonopurpurowych.
KwiatyZebrane w groniasty kwiatostan na szczycie łodygi, ułożone w 4–12 kwiatowe pozorne okółki. Kwiaty wyrastają z przysadek w kształcie liści, mają krótkie szypułki, dzwonkowaty i szorstko owłosiony kielich. Korona niebieskofioletowa, sporadycznie różowa lub biała, z górną wargą krótszą, dolną większą, trójklapową, zwisającą. W środku kwiatu 2 dwusilne pręciki i pojedynczy słupek z czterokomorową zalążnią i dwudzielnym znamieniem. Pręciki mają owłosione nitki i znacznie wystają z rurki korony.
OwoceJajowate, pomarszczone rozłupki. W miejscu przyczepu mają dużą bliznę z elajosomem.
KorzeńKrótki korzeń główny, rozgałęzione korzenie boczne.

## Biologia i ekologia
Bylina, hemikryptofit. Kwitnie od maja do sierpnia. Nasiona roznoszone są przez mrówki (myrmekochoria). Roślina miododajna, duży, złocistego koloru miodnik znajduje się przy nasadzie zalążni. Preferuje stanowiska słoneczne i półcieniste, chociaż dość dobrze radzi sobie w cieniu. Rośnie w lasach liściastych, na glebach świeżych, zasobnych w próchnicę i składniki mineralne. W górach występuje po regiel górny

### Znaczenie dla zwierząt
Jest podstawowym źródłem nektaru dla motyli dostojki eufrozyny i dostojki selene.

## Zastosowanie

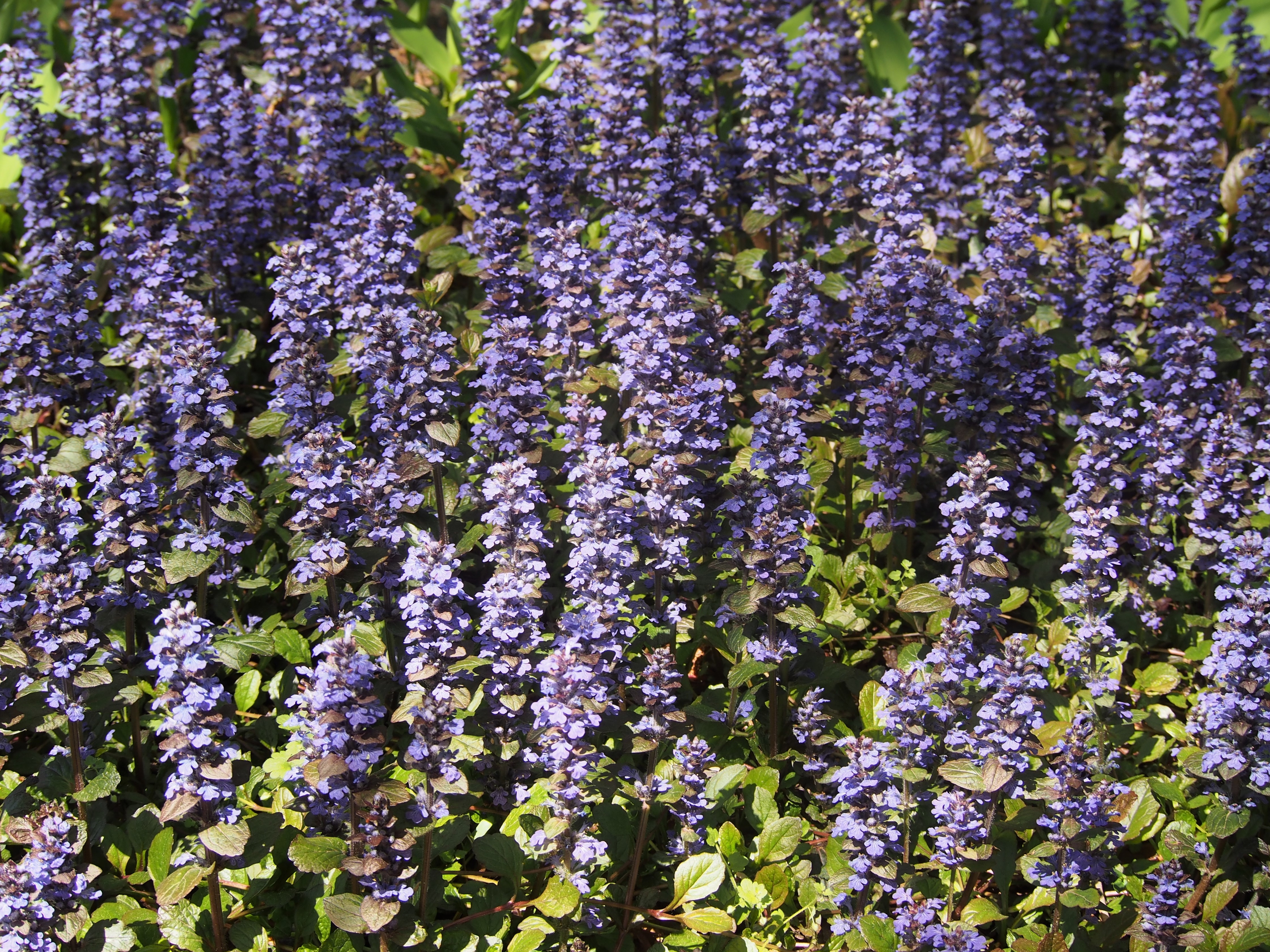
Odmiana 'Atropurpurea'

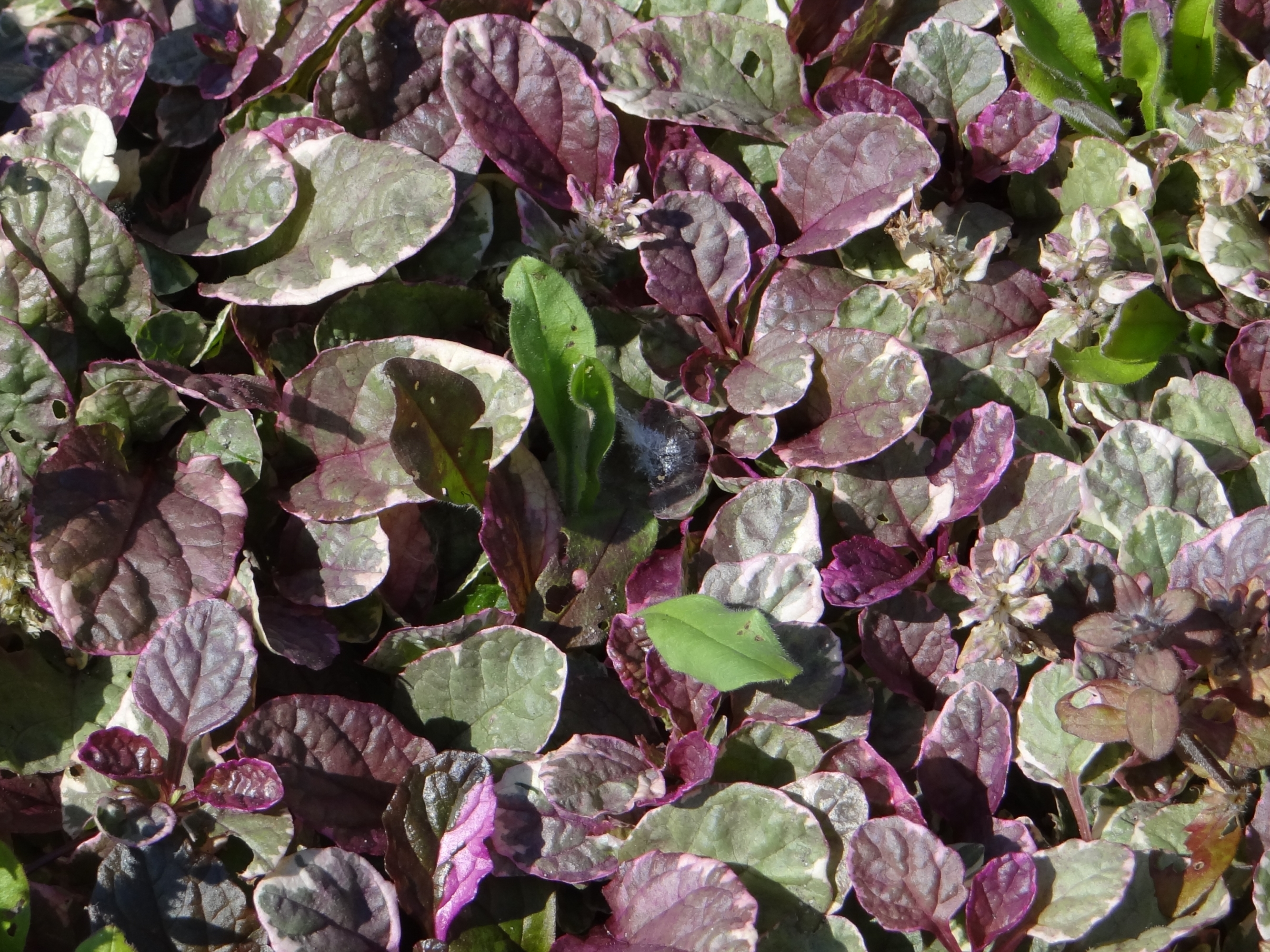
Odmiana 'Burgundy Glow'

- Roślina ozdobna. Nadaje się na skalniaki i jako roślina okrywowa. Czerwonopurpurowe liście odmian ogrodowych ładnie komponują się z innymi roślinami[8].
- Roślina jadalna: liście zebrane wiosną mogą być stosowane jako przyprawa do różnego rodzaju dań: zup, sałatek, twarogów, dań jajecznych. Kwiaty można jeść na surowo i wykorzystywać jako dekorację potraw. Z całego ziela przyrządza się wytrawne nalewki[9].
- Roślina okrywowa – porasta zacienione, trudno dostępne miejsca, także skarpy, przez co chroni glebę przed osuwaniem i erozją.
- Dąbrówka rozłogowa jest proponowana jako jedna z roślin stanowiących florę tzw. "zielonego dachu".
- Dawniej uznawana była za roślinę leczniczą, obecnie pod tym względem została zapomniana[6].

## Zmienność
Mieszańce: Tworzy mieszańce z dąbrówką kosmatą (A. x hybrida) i d. piramidalną.
Kultywary
- 'Alba' – odmiana o białych kwiatach.
- 'Atropurpurea' – odmiana dąbrówki rozłogowej częściowo zimozielona, o purpurowych liściach i wydłużonych, niebieskich kwiatostanach.
- 'Braunherz' – liście eliptyczne o brązowo-purpurowej barwie.
- 'Burgundy Glow' – odmiana o liściach biało-purpurowych.
- 'Cameleon' – odmiana o ciemnozielonych liściach z czerwonymi i żółtymi przebarwieniami.
- 'Multicolor' – wysokość 10–15 cm, kwiaty ciemnoniebieskie, liście z przebarwieniami.
- 'Tricolor' – odmiana o liściach brązowo-purpurowych z żółtymi przebarwieniami.
- 'Variegata' – wysokość 5–10 cm, kwiaty niebieskie.

## Uprawa
Rozmnaża się jesienią, przez podział kęp. Jest w pełni mrozoodporna (strefy mrozoodporności 3-10). Nie ma specjalnych wymagań co do gleby. Rośnie szybko. Jest jednak bardzo ekspansywna – tworząc rozłogi wkrótce może zagłuszyć inne rośliny. Aby do tego nie dopuścić należy systematycznie usuwać te rozłogi i nadmiar ciągle pojawiających się nowych kęp rośliny.